# Parafia Świętej Trójcy w Kucharkach
Parafia Kucharki – rzymskokatolicka parafia, jedna z siedmiu dekanatu gołuchowskiego i jedna z dwustu osiemdziesięciu diecezji kaliskiej.

## Położenie
Do parafii należą:
- Czechel
- Czerminek (część)
- Karsy (część)
- Kucharki
- Szkudła

## Sąsiednie parafie
- parafia Wszystkich Świętych – Droszew - dekanat gołuchowski
- parafia NMP Wniebowziętej – Gołuchów - dek. gołuchowski
- parafia św. Bartłomieja Apostoła – Kuchary - dek. gołuchowski
- parafia Narodzenia NMP i św. Józefa – Sobótka - dek. gołuchowski
- parafia św. Wawrzyńca – Kościelna Wieś - dek. kaliski I
- parafia św. Marcina Biskupa – Kuczków - dek. pleszewski

## Kościół zabytkowy

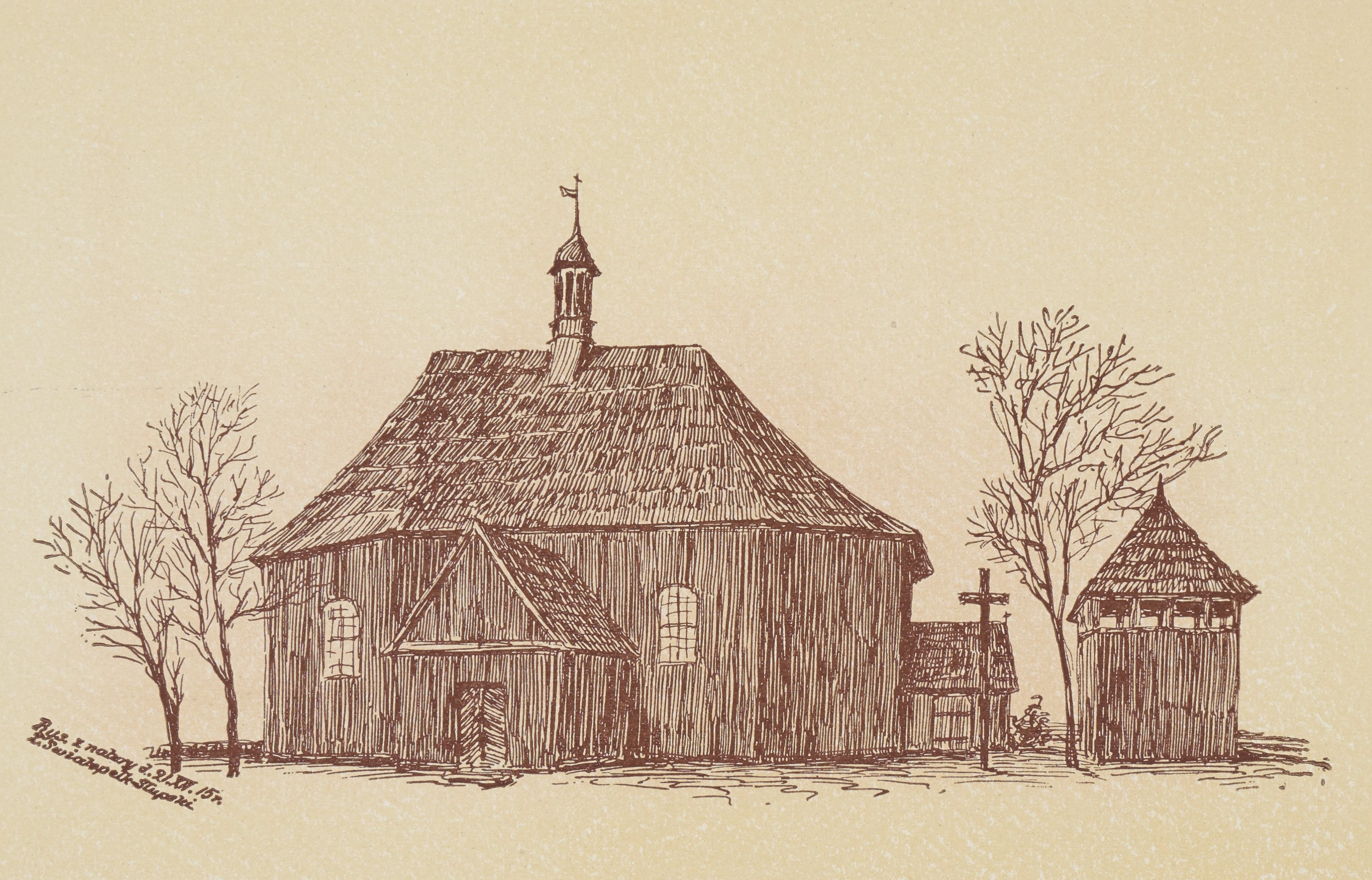
Widok kościoła Świętej Trójcy przed 1917

Drewniany kościół pw. Świętej Trójcy jest najcenniejszym zabytkiem (klasy "0") parafii. Powstał w 1754 r. staraniem proboszcza Piotra Szkudlarskiego z fundacji ówczesnego właściciela wsi, stolnika sochaczewskiego Walentego Oto Trąpczyńskiego w miejscu poprzedniego, który spłonął. Ma nietypowy plan wydłużonego ośmioboku, salowy, bez wydzielonego prezbiterium, zamknięty trójbocznie. Kościół jest konstrukcji zrębowej, sumikowo-łątkowej i oszalowany. Na krytym gontami, jednokalenicowym dachu widnieje sześcioboczna wieżyczka na sygnaturkę, zwieńczoną blaszanym, cebulastym hełmem z latarnią. Od strony północnej i zachodniej znajdują się kruchty a od południowej zakrystia. Wyposażenie wnętrza pochodzi częściowo z XVII (ołtarz główny wczesnobarokowy) i XVIII w (barokowe ołtarze boczne). Wczesnobarokowa ambona pochodzi z 1 poł. XVIII w. W ołtarzu głównym znajduje się obraz przedstawiający Wniebowzięcie NMP a na płaskim stropie z fasetą, malowidło przedstawiające Boga na tle gwiazd symbolizujących niebo.Nad ołtarzem znajduje się belka tęczowa z krucyfiksem wczesnobarokowym z ok. poł. XVII w. Na malowidłach ściennych widnieją wizerunki czterech ewangelistów (polichromia patronowa) oraz liczne, ludowe elementy dekoracyjne. Przy kościele znajduje się drewniana dzwonnica konstrukcji słupkowej, czworoboczna z XVIII w. oraz brama, konstrukcji słupowo-ramowej z figurą Świętego Nepomucena, kryta dachem namiotowym z 1783 r.

## Kościół murowany
Obok kościoła zabytkowego, przy drodze do Czechla, znajduje się kościół pełniący funkcję parafialnego, pw. Matki Boskiej Częstochowskiej. Posiada pięciokondygnacyjną wieżą z boku, wyróżnia się postmodernistyczną architekturą. Powstał z przebudowanego w latach 1956-58 budynku gospodarczego. Budynek został wzniesiony w 1943 r. przez właściciela niemieckiego gospodarującego na beneficjum proboszczowskim. Po wojnie budynek przejął Skarb Państwa i należał on do centrali ogrodniczej z Pleszewa. Po odwilży październikowej w 1953 r. budynek przejęła parafia. We wrześniu 1958 r. dokonano poświęcenia świątyni. Naprzeciw świątyni znajduje się cmentarz parafialny.